# منطقه بونو
ناحیه بونو (به لاتین: Bono Region) یک منطقهٔ مسکونی در غنا است. ناحیه بونو ۱۱٬۴۸۱ کیلومتر مربع مساحت و ۱٬۰۸۲٬۵۲۰ نفر جمعیت دارد.